# Édouard Batiste
Édouard Batiste (París, 28 de març de 1820 - 9 de setembre de 1876) fou un organista i compositor de música francès.
Entrà en el Conservatori de la seva ciutat natal als vuit anys com a patge de la capella reial, aconseguint diversos premis fins a assolir el segon de Roma el 1840. Després desenvolupà classes de solfeig, cant i harmonia (1836-1872), tenint entre d'altres alumnes al canadenc Salomon Mazurette, Paul Rougnon i, fora del Conservatori fou organista de Sant Nicolàs del Camp i de Sant Eustaqui.
Publicà: Solfèges du Conservatoire (12 volums anotats), que li valgué una medalla de primera classe (1867), i un Petit solfège harmonique, fou tingut en gran estima pels seus professors.